# Тринидад (Куба)
Тринидад (шп. Trinidad) је град у Куби, у покрајини Санкти Спиритус. По подацима из 2004. у граду је живело 73.466 становника. 
(шп. Trinidad) је град на Куби у покрајини Санкти Спиритус. Према процени из 2011. у граду је живело 51.938 становника.

## Становништво
Према процени, у граду је 2011. живело 51.938 становника.
| 1991.  | 2011.  |
| ------ | ------ |
| 49.660 | 51.938 |